# Reichszentrale zur Bekämpfung der Homosexualität und der Abtreibung

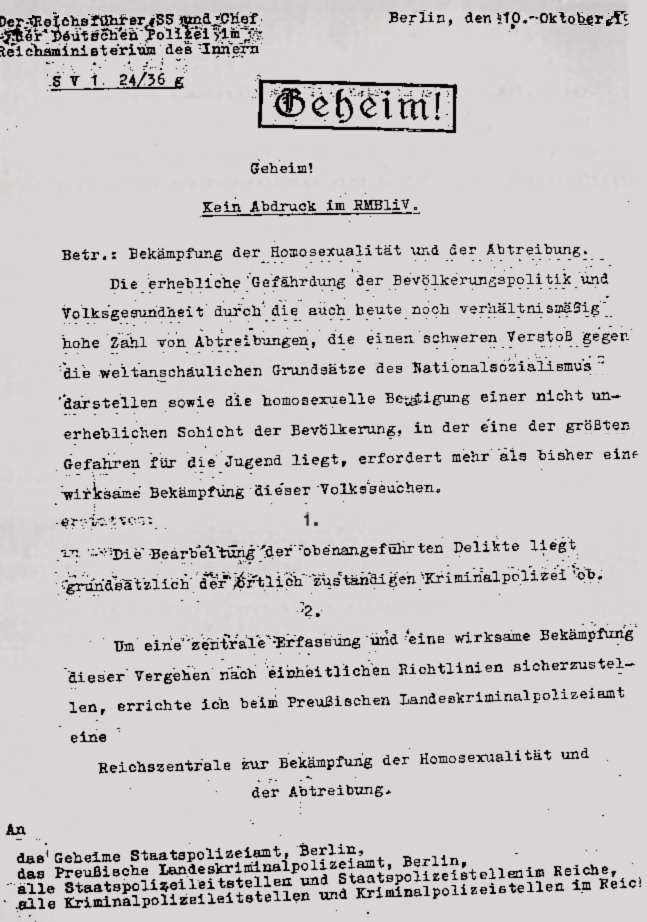
Decreto secreto de Heinrich Himmler por el que se crea la "Reichszentrale zur Bekämpfung der Homosexualität und der Abtreibung".

La Reichszentrale zur Bekämpfung der Homosexualität und der Abtreibung (en español: Central del Reich para la lucha contra la homosexualidad y el aborto) fue una institución policial dependiente de las SS de la Alemania nazi. Fue el instrumento fundamental del nacionalsocialismo durante el Tercer Reich para la persecución de los homosexuales y el aborto.

## Historia
La Reichszentrale se creó el 10 de octubre de 1936 por un decreto especial del Reichsführer SS Heinrich Himmler, dentro de la reorganización del Reichskriminalpolizeiamt, a la vez que se creaba la policía criminal Kripo. Su creación fue la señal de la reactivación de la persecución de los homosexuales tras la relativa calma durante los Juegos Olímpicos de 1936. La tarea de la Reichszentrale fue la recolección de datos sobre los homosexuales.
En 1940 ya poseían datos de unos 41.000 homosexuales, tanto sospechosos como condenados.
El archivo central de datos permitió a la Reichszentrale introducir y coordinar la persecución y el castigo de homosexuales. Para ello, tenía a su disposición comandos especiales móviles, que también podían actuar de forma ejecutiva.
Su director hasta 1938 fue el oficial de las SS Josef Meisinger. Más tarde lo sería el consejero criminalista Erich Jacob. A partir de julio de 1934, Jacob pasó a ser director criminólogo y a su lado, como director científico, se nombró al psiquiatra y neurólogo Carl-Heinz Rodenberg. Ambos tenía a disposición una plana de 17 trabajadores. La colección de fichas, que se cree que eran unas 100.000, fue destruida con toda probabilidad en los últimos días de la Guerra. 
Dentro de una campaña contra la Iglesia católica, muchos religiosos católicos fueron detenidos bajo la acusación infundada de haber realizado actos homosexuales.